# Pierre Matthieu
Pierre Matthieu (* 10. Dezember 1563 in Pesmes; † 12. Oktober 1621 in Paris) war ein französischer Schriftsteller und Historiker.

## Leben und Werk
Pierre Matthieu studierte Rechtswissenschaft in Valence und wurde Anwalt in Lyon. Dann war er offizieller Geschichtsschreiber der Könige Heinrich IV. und Ludwig XIII. Seine Tragödien und seine Dichtung wurden in jüngster Zeit kritisch herausgegeben. Zwei seiner Werke wanderten auf den Index: Histoire des derniers troubles de France (erschienen 1594/95, indiziert 1620) und Septimus decretalium constitutionum apostolicum (erschienen 1590, indiziert 1623 bis 1900).

## Werke (Auswahl)

### Geschichte
- Histoire des derniers troubles de France, sous les regnes des rois tres chrestiens Henry III, Roy de France, & de Pologne, & Henry IIII, Roy de France & de Nauarre. Lyon 1594. Paris 1613.
- Histoire mémorable des guerres entre les deux maisons de France et d’Autriche, depuis l’an 1515 jusques au traité de paix de Vervins, et mort du roi d’Espagne en l’an 1598. Rouen 1600.
- Histoire de France et des choses mémorables advenues aux provinces estrangères durant sept années de paix du règne du roy Henry IIII. Paris 1606.
- Histoire de Louis XI, roy de France et des choses mémorables advenues en l’Europe durant vingt & deux années de son règne, enrichie de plusieurs observations qui tiennent lieu de commentaires. Paris 1610.
- Histoire de sainct Louys. Paris 1618.
- Alliances de France et de Savoye. Paris 1623.

### Theater und Dichtung (moderne Ausgaben)
- (1589) Clytemnestre. Hrsg. Gilles Ernst. Droz, Genf 1984.
- (1589) La Guisiade. Hrsg. Louis Lobbes. Droz, Genf 1990.
- (1585–1589) Théâtre complet. Hrsg. Louis Lobbes. Champion, Paris 2007. Classiques Garnier, Paris 2022. (kritische Ausgabe)
  - Esther. Vasthi. Aman. Clytemnestre. La Guisiade ou Massacre du Duc de Guise.
- (1613) Tablettes de la vie et de la mort. Hrsg. C.N. Smith. University of Exeter, Exeter 1981. (kritische Ausgabe)
- (1613) Tablettes de la vie et de la mort. Hrsg. Gilles Ernst. Classiques Garnier, Paris 2022. (kritische Ausgabe)